# デヴィッド・ザブリスキー
デヴィッド・ザブリスキー（David Zabriskie、1979年1月12日 - ）は、アメリカ合衆国、ソルトレイクシティ出身の自転車競技（ロードレース）選手。タイムトライアルスペシャリストとしての活躍が目立つ選手である。日本メディアではデーヴィット・ザブリスキーとの表記も見られる。

## 経歴
1999年、セブンアップと契約を結んでプロ転向。
2001年、USポスタルサービスに移籍。
2004年
- 全米選手権・個人タイムトライアル（ITT）優勝。
- ブエルタ・ア・エスパーニャの第1（チームタイムトライアル。TTT）及び第11ステージで勝利。第11ステージでは162kmの単独逃げを成功させ勝利した。

2005年にチームCSCに移籍。
- ジロ・デ・イタリア・第8ステージ（ITT）勝利
- ツール・ド・フランス・第1ステージ（ITT）では、ランス・アームストロングを2秒差退け勝利し、マイヨ・ジョーヌを手中にした。

2006年
- 第1回ツアー・オブ・カリフォルニア総合2位。
- 2度目の全米選手権・ITT優勝。
- ロードレース世界選手権・ITTでは、ファビアン・カンチェラーラに次いで2位に入る。

2007年
- チームタイムトライアル・アイントホーフェンにおいて、チームCSCの一員として優勝に貢献。
- 全米選手権・ITT連覇を果たした。

2008年、スリップストリーム（現 ガーミン・バラクーダ）に移籍。
- ジロ・デ・イタリア第1ステージ（TTT）において、同チームの勝利に貢献。
- 全米選手権・ITTでは3連覇を達成。
- 世界選手権・ITTでは、ベルト・グラプシュ、スヴェイン・タフトに次いで3位に入った。

2009年
- ツアー・オブ・カリフォルニアで個人総合2位と健闘したが、大会期間中にソルトレイクシティの自宅が窃盗被害に遭った。警察によると被害額は25万ドル相当になるという[1]。
- ツアー・オブ・ミズーリ総合優勝。

2011年
- ツール・ド・ロマンディ 区間1勝(第4=ITT)

2012年
- ツアー・オブ・カリフォルニア 総合2位
- ツール・ド・フランス 第6ステージ敢闘賞
- 10月10日、過去にドーピングを行っていた事を認め、全米アンチドーピング機関(USADA)は6ヶ月の出場停止と2003年5月13日～2006年7月31日の成績の剥奪処分を下した[2]。

2013年
ジロ・ディ・ロンバルディアを最後のレースとして引退した。